# Salvador
Salvador (spanyolul El Salvador), hivatalos nevén Salvadori Köztársaság (República de El Salvador, jelentése: „A Megváltó köztársasága”) Magyarország területének egynegyedét kitevő állam a közép-amerikai kontinenshíd csendes-óceáni partján.
A kontinentális Közép-Amerika legkisebb és legsűrűbben lakott országa, valamint az egyetlen állam a régióban, amelynek nincs hozzáférése a Karib-tengerhez. Egy földrengésveszélyes zóna területén fekszik.
Az egykori spanyol gyarmat 1821-ben kiáltotta ki függetlenségét. Felszínét a Sierra Volcanica aktív vulkánokkal tarkított láncai hálózzák be. A hegyvonulatok termékeny fennsíkokat és völgyeket zárnak közre. Lakóinak zöme a termékeny óceánparti síkságon él. Földje ásványkincsekben szegény. Gazdaságának legfontosabb ágazata a trópusi növények termesztése (cukornád, kávé, gyapot). Messze földön híres balzsamgyártásáról.
A szegénység és a bandák miatti erőszakos bűnözés nagysága ellenére a gazdasági fejlődés azt eredményezte, hogy a 2020-as évek elején itt a legalacsonyabb a vagyoni egyenlőtlenség a latin-amerikai és a karibi országok összehasonlításában.

## Etimológia
Pedro de Alvarado konkvisztádor a területet Jézus Krisztusról nevezte el: San Salvador szó szerinti jelentése "Szent Megváltó", később ez lerövidült az El Salvador (A Megváltó) alakra.
A területet a spanyolok előtt Cuscatlán néven ismerték.

## Földrajz

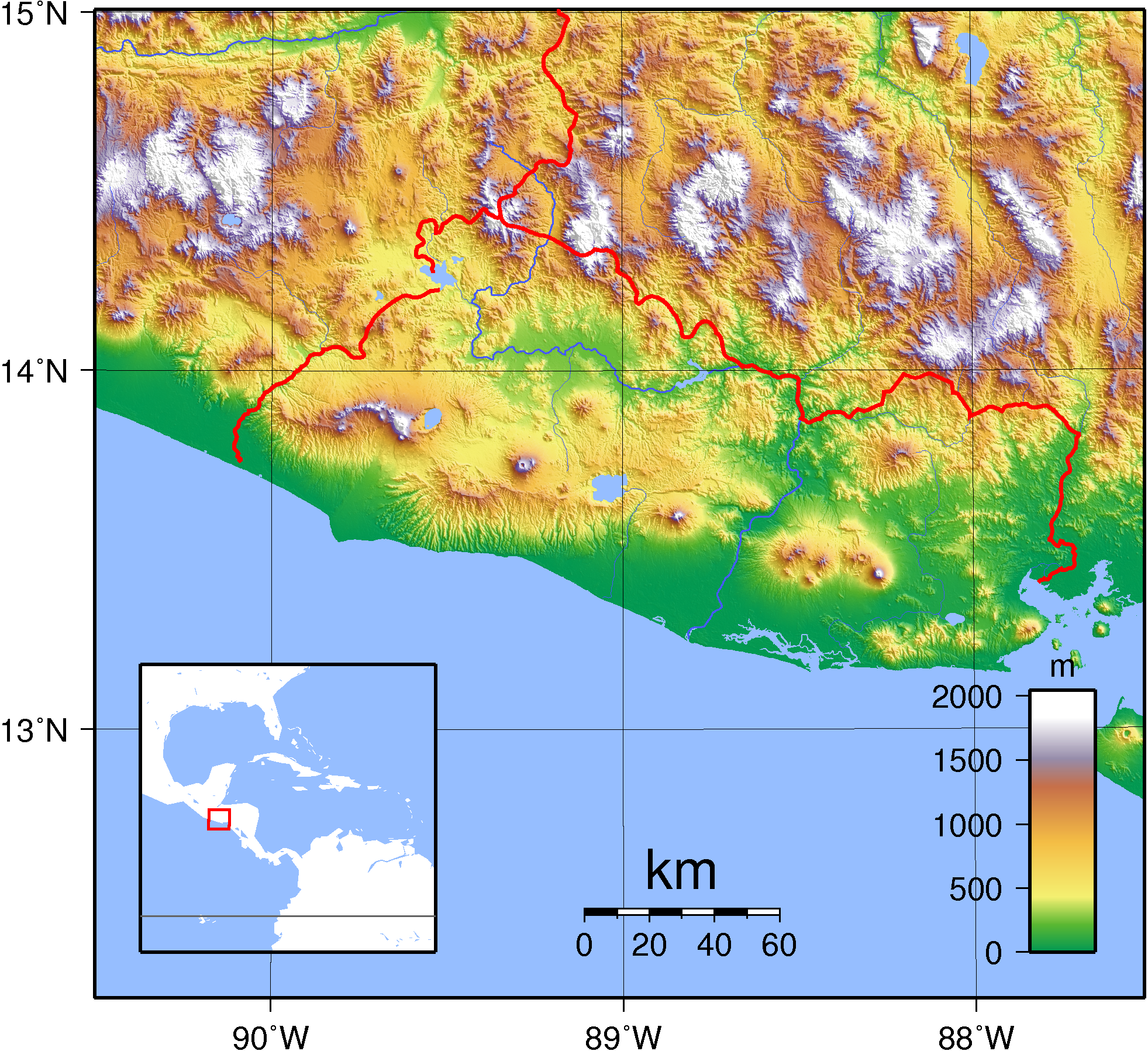
Salvador domborzati térképe
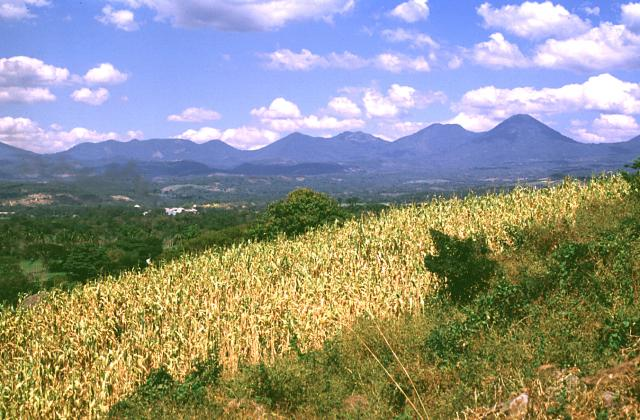
Tájkép vulkánokkal az ország nyugati részén

### Domborzat
Az ország a közép-amerikai földhíd északnyugati részén, a Csendes-óceán partján terül el. Tengerpartját 20–30 km széles feltöltött síkság kíséri, amelyből a Vulkáni-kordillera aktív tűzhányókat tartalmazó láncai emelkednek ki. A vulkáni-hegyek 500–600 m magas termékeny medencéket zárnak közre. Legmagasabb pontja: El Pital (2730 m).

### Vízrajz
Több kisebb folyó keresztezi az országot a Csendes-óceánba vezető útján. Közülük egy hajózható, a Lempa. Ezen több víztározót építettek, a legnagyobb közöttük Embalse Cerrón Grande (350 km²). A legnagyobb természetes tó: Güija (44 km²). Az alvó vulkánok krátereiben több krátertó is kialakult. Legnagyobbak: Ilopango (70 km²), Coatepeque (26 km²).

### Éghajlat
Salvador éghajlata trópusi, száraz és esős évszak különböztethető meg. A hőmérséklet nagyon függ a tengerszint feletti magasságtól és kevéssé az évszaktól. A partvidék egyenletesen forró; a központi fennsík és a hegyvidéki területek jóval mérsékeltebbek. Az esős évszak májustól októberig tart. Csaknem a teljes évi csapadékmennyiség ekkor hullik. Mennyisége a déli lejtőket kivéve elérheti a 2170 mm-t.
Novembertől áprilisig az északkeleti passzátszél alakítja az időjárást. Ezekben a hónapokban a levegő a karibi térségből érkezik és Honduras hegyei kiválasztják belőle a csapadékot. Mire eléri Salvadort, száraz, meleg, poros széllé válik.
Az ország rendkívül érzékeny az éghajlatváltozás hatásaira, beleértve a gyakoribb árvizeket, aszályokat és trópusi viharokat.
A Karib-tenger felett kialakult hurrikánok néha elérik Salvadort, de a többi közép-amerikai országhoz képest kisebb ennek a veszélye.

### Élővilág, természetvédelem
Az eredeti élővilágot súlyosan károsította az erdőirtás, a sűrű lakosság jelenléte és a kisállat-kereskedelem.

#### Nemzeti parkjai
- Montecristo Nemzeti Park - Salvador, Guatemala és Honduras hármashatárán közös bioszféra-rezervátum.
- Barra de Santiago - Salvador legnagyobb mangroveerdeje.
- El Jocotal lagúna - vízimadár rezervátum, a vándorló madarak pihenő helye.
- El Imposible - a legnagyobb területű nemzeti park Salvadorban. Nehezen megközelíthető hegyi erdők.
- Nancuchiname - a Lempa folyó árterén trópusi erdő.
- Los Cobanos - korallzátonyok a part előtt.

#### Természeti világörökségei
Az UNESCO világörökség listáján nincs salvadori táj.

## Történelem

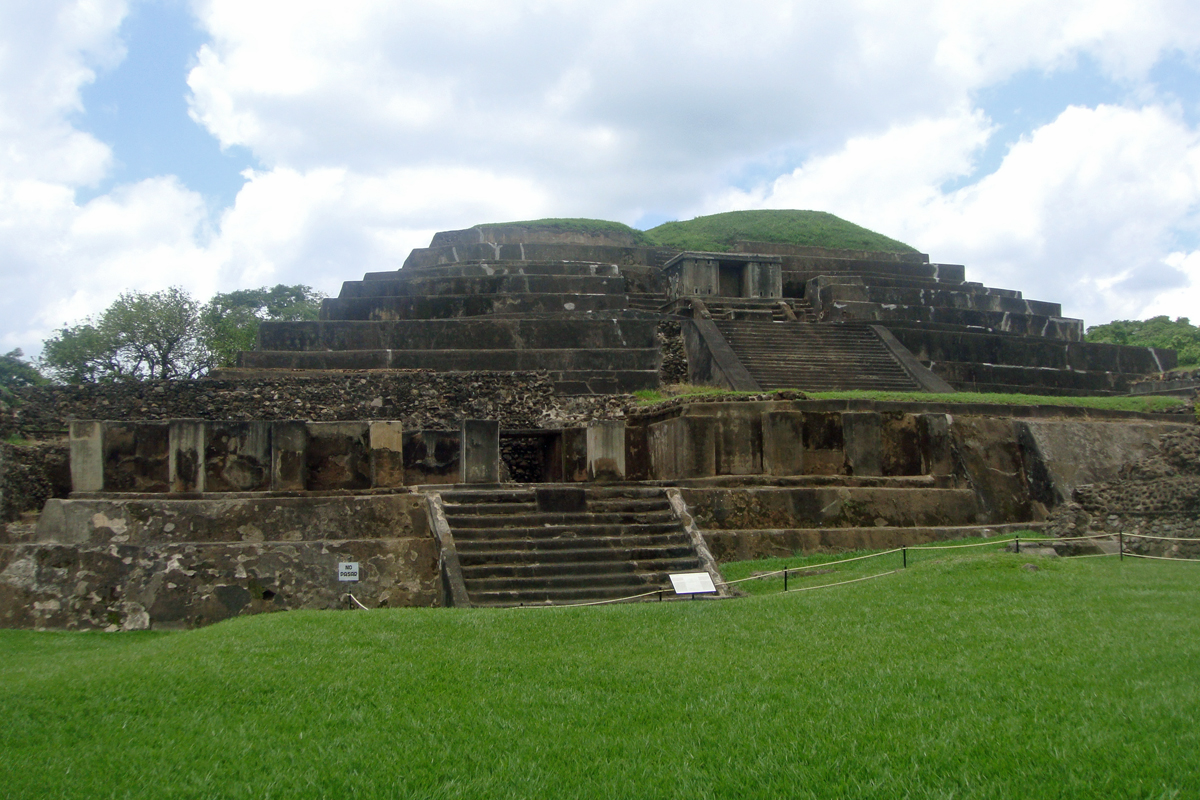
Tazumal maja romjai

Hernán Cortés hadnagya, Pedro de Alvarado vezette az első behatoló spanyolokat 1524 júniusában. Még két expedíció kellett – először 1525-ben, aztán egy kisebb 1528-ban –, mire az indiánokat leigázták a spanyolok.
1810-ben külső és belső tényezők hatására a közép-amerikai elit függetlenné kívánt válni a spanyol koronától. A belső tényező az volt, hogy a helyi elit saját uralmi területét a spanyol hatóságok beavatkozása nélkül kívánta ellenőrizni. A külső tényezők: a 18. századi francia és amerikai forradalmak hatása és az, hogy a spanyol korona katonai ereje meggyengült a napóleoni háborúk következtében. 1811. november 5-én Jose Matias Delgado, egy salvadori pap, megkondította a salvadori La Merced templom harangjait. Ez volt a jel a felkelésre. Sokévi belháború után Közép-Amerika függetlenségi nyilatkozatát 1821. szeptember 15-én írták alá Guatemalában. 1823-ban öt közép-amerikai állam megalapította a Közép-Amerikai Egyesült Tartományokat Manuel José Arce vezetésével. Ez 1838-ig állt fenn, akkor lett Salvador önálló.
A 19. század közepétől a kávétermelés rendkívüli profitja monokultúrás exportot okozott és előrelendítette azt a folyamatot, amelynek eredményeként a föld az oligarchia néhány családjának kezében összpontosult. Közülük kerültek ki az elnökök, a konzervatívok és a liberálisok egyaránt. Általános volt az egyetértés abban, hogy a kávétermelést kell elősegíteni. Az infrastruktúra fejlesztéseket (kikötők, vasutak) a kávéexport szolgálatába állították, a munkaerő vándorlását akadályozó törvényeket fogadtak el az ültetvények munkaerő-igényének biztosítására és elnyomták a vidéki lakosság elégedetlenségét. 1912-ben a Nemzeti Gárdát vidéki rendőri erőként hozták létre.
1931-től, Maximilan Hernández Martínez tábornok államcsínyétől annak 1944-es bukásáig brutálisan elnyomták a vidéki ellenállást. A legnevezetesebb esemény az 1932-es, Farabundo Marti vezette parasztlázadás. Ennek neve La Matanza (mészárlás). Martínez kormányának megtorlása közben meggyilkoltak, bebörtönöztek vagy elüldöztek 30 000 indiánt és politikai ellenséget.  El Salvador és Honduras között  feszültséget okozott a bevándorlás kérdése, amikor 1969. július 14-én kitört a futballháború.
1980-ig Salvador valamennyi átmeneti elnöke katonatiszt volt. Az időnként megtartott elnökválasztások ritkán voltak szabadok vagy tisztességesek, az országon az oligarchia uralkodott a katonákkal együtt. Más latin-amerikai országokhoz hasonlóan ez az egyenlőtlenség paraszti ellenállás kialakulására vezetett. Ennek eredménye a salvadori polgárháború (1979-1991). A nemzetközi közvélemény elítélését váltották ki az ARENA (Nemzeti Köztársasági Szövetség) kormánya által elkövetett atrocitások, mint például az El Mozote mészárlás, katolikus misszionáriusok és más vallási segélyszervezetek munkatársainak meggyilkolása, (ilyen volt Jean Donovan esete), a kormány kapcsolata halálbrigádokkal. 1984-ben nemzetközi megfigyelők jelenlétében választották elnökké a centrista Napoleon Duartét, az ellenzék bojkottja közepette. A demokratikus kormány erőfeszítései ellenére a parasztmozgalom az 1991-es békeegyezményig folytatódott. Akkor a gerillák különböző csoportjai létrehozták a Farabundo Marti Nemzeti Felszabadító Frontot, ez a párt részt vett a demokratikus választáson. Azóta ez a párt fokozatosan növeli képviseletét a törvényhozásban és a helyi önkormányzatokban. Mindamellett a konzervatív ARENA párt megnyert minden elnökválasztást és a fő politikai erő maradt.
2021. június 9-én a világon elsőként a salvadori törvényhozás nagy többsége megszavazta a bitcoin törvényes fizetőeszközként való elfogadását. A törvényjavaslat minden vállalkozás számára előírja, hogy elfogadja a bitcoint árukért vagy szolgáltatásokért, mialatt a kormány háttérintézményként fog működni azon szervezetek számára, amelyek nem hajlandóak vállalni a kockázatot a digitális fizetőeszköz magas árfolyam ingadozása miatt. A bitcoin hivatalos fizetőeszközzé tételét Nayib Bukele elnök kezdeményezte.

## Államszervezet és közigazgatás

### Közigazgatási beosztás
Az ország 14 megyére (departemento) oszlik, melyek a következők:

Az ország megyéi

1. Ahuachapán
2. Cabañas
3. Chalatenango
4. Cuscatlán
5. La Libertad
6. La Paz
7. La Unión
8. Morazán
9. San Miguel
10. San Salvador
11. San Vicente
12. Santa Ana
13. Sonsonate
14. Usulután

## Népesség

### Általános adatok
Salvador a közép-amerikai földhíd legsűrűbben lakott országa. A lakosság 53%-a városlakó (2003-ban).

### Népességének változása
| Lakosok száma | 2 772 970 | 3 341 712 | 3 937 583 | 4 500 401 | 4 938 109 | 5 425 293 | 5 855 226 | 6 029 366 | 6 183 484 | 6 029 976 |
|               | 1960      | 1966      | 1972      | 1978      | 1984      | 1991      | 1997      | 2003      | 2009      | 2024      |

### Legnépesebb települések
- San Salvador: 513 400 fő
- Soyapango: 381 000 fő
- Mejicanos: 170 400 fő
- Santa Ana: 169 900 fő
- Nueva San Salvador: 147 600 fő
- San Miguel: 146 700 fő

### Nyelvi, etnikai összetétel
Az ország lakosságának 86%-a mesztic, 13%-a fehér, 1%-a egyéb (indián őslakos, fekete)
Az országban a hivatalos nyelv a spanyol. Ezen kívül még beszélik a navatl nyelvet is, amit általában azték nyelvként ismernek.

### Vallási megoszlás
Az ország történelmében mindig is a kereszténység dominált, de a hatvanas évektől a magukat protestáns vallásúnak vallók száma folyamatosan növekszik. Amíg 1987-ig a lakosság 67%-a vallotta magát római katolikusnak, addig 2013-ra már csak 51%-a, ez idő alatt a protestáns vallásúak száma 33%-ra növekedett, a lakosság 14% semmilyen felekezetbe sem sorolja magát, illetve 2%-a pedig egyéb felekezetekhez tartozik.

## Gazdasága

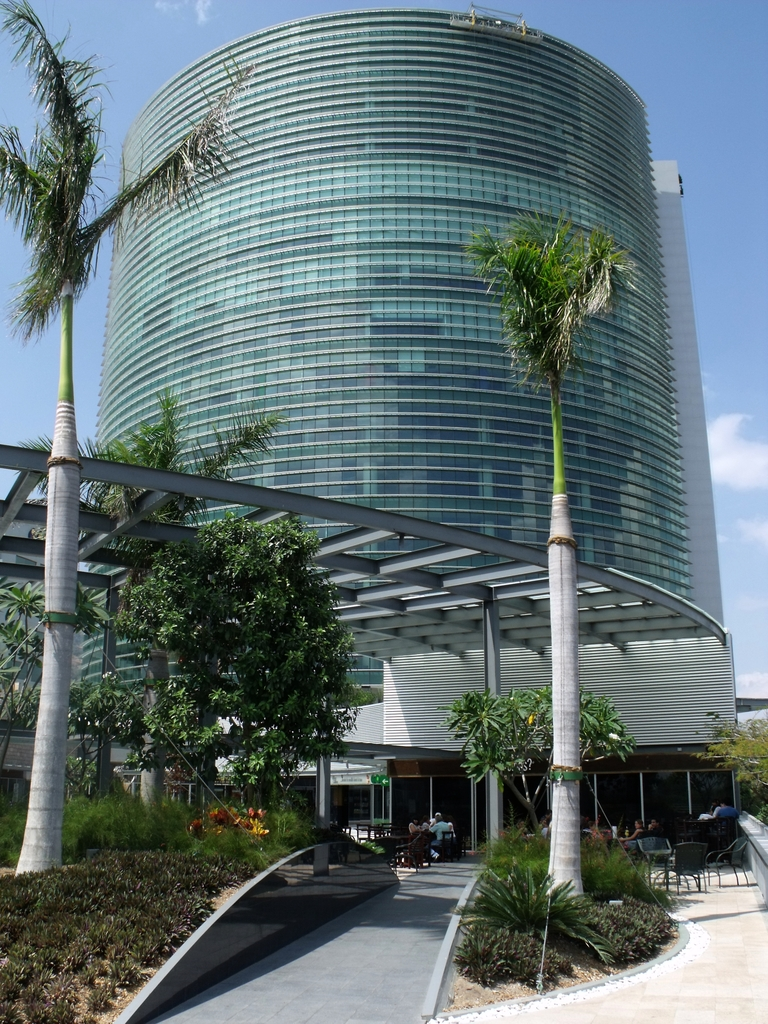
A világkereskedelmi központ épülete a fővárosban, Torre Futura

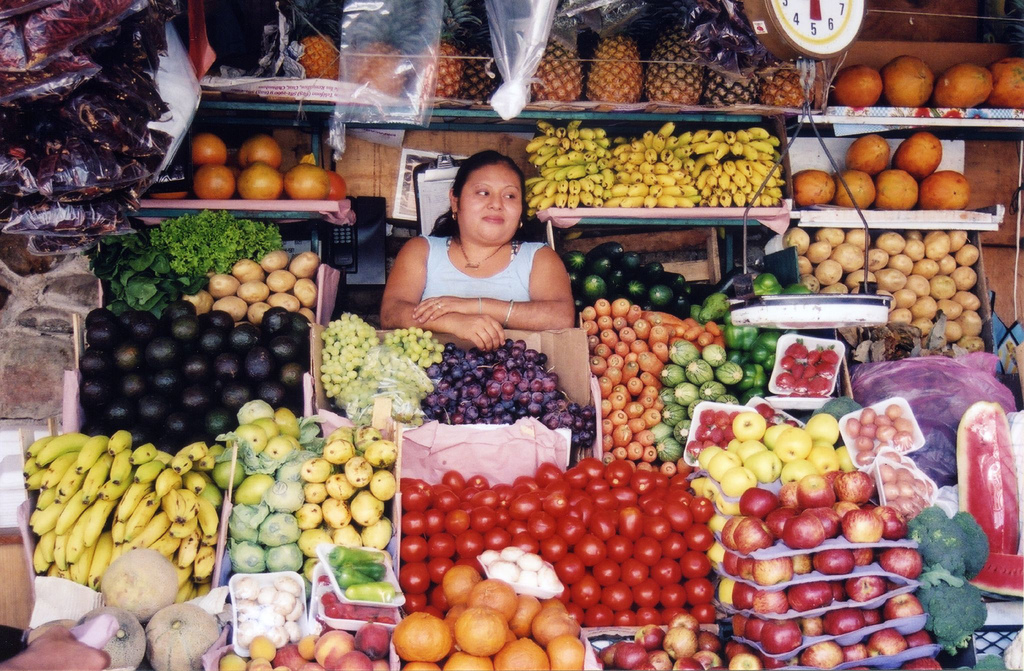
Zöldség-gyümölcs árus kínálata

"A kevesebb mint 7 millió lakosú Salvador gyakorlatilag ki van szolgáltatva a becslések szerint 2,5 millió USA-ban élő emigráns salvadorinak. A salvadori GDP 17%-át a remesas, azaz a külföldön – főleg az Egyesült Államokban – élő salvadoriak pénzküldeményei teszik ki. Az éves pénzforgalom közel 2,5 milliárd dollár, sokan nem dolgoznak, csak a rokonoktól érkező csekkeket várják, így tengetik életüket."

### Gazdasági ágazatok

#### Mezőgazdaság
Főbb termesztett növények: kávé, cukornád, kukorica, rizs, bab, repce, gyapot, cirok.

#### Ipar
Kiaknázatlan ásványkincsekben (arany, ezüst, cink, kén) gazdag. Jelentéktelen ipara elsősorban a mezőgazdasági termények feldolgozására alapul. Fontosabb még a vegyipar, műtrágyagyártás, textilipar, bútorgyártás.

#### Külkereskedelem
- Exporttermékek: kávé, cukor, ruházat, textil, garnélarák, vegyszerek, elektromos áram.
- Importtermékek: nyersanyagok, fogyasztási cikkek, beruházási javak, üzemanyag, élelmiszerek, a kőolaj, villamos energia.[11]
- Legfontosabb külkereskedelmi partnerek 2013-ban: 
  - Export: USA 43,6%, Honduras 14,5%, Guatemala 13%, Nicaragua 6%, Costa Rica 4,2%
  - Import: USA 38,2%, Guatemala 8,7%, Mexikó 6,8%, Kína 6,1%, Honduras 5,2%

## Közlekedés
Az ország vasúthálózata keskeny nyomtávolságú, 1989 adatok alapján 547 km hosszú, közúthálózata 10 029 km, amelyből alig 2000 km aszfaltozott. Több hajózásra alkalmas folyóval is rendelkezik az ország, mint például a Rio Lempa. Legfontosabb kikötői a Csendes-óceánon:
- Acajutla
- Puerto Cutuco
- La Libertad
- La Unión
- Puerto El Triunfo.

## Telekommunikáció
| Hívójel prefix | HU, YS |
| ITU zóna       | 11     |
| CQ zóna        | 7      |

## Kultúra

### Kulturális intézmények: könyvtárak, múzeumok, zenei intézmények

#### Kulturális világörökség
- Joya de Ceren régészeti feltárásai - maja falu, amelyet vulkáni hamu őrzött meg.

### Művészetek
- Építészet
- Képzőművészetek
- Irodalom
- Filmművészet
- Zene

### Illemtan, szokások
- Ha nő lép a helyiségbe, a férfiak felállnak. Hasonló tisztelet illeti meg az időseket is.
- Vendégségben mindig dicsérjük meg a háziasszonyt, illetve azt, aki az ennivalót készítette.
- A kisebb ajándékok mindennaposak, ám nagyobb értékű ajándékot nem tanácsos adni.
- Ne ásítsunk nyilvános helyen, társas találkozón vagy üzleti megbeszélésen. Ez súlyos illetlenség.
- Kerüljük az ujjal vagy lábbal való mutogatást. Ez is az illetlen viselkedés durva formája.
- Ne beszéljünk az USA-ról úgy, hogy Amerika, ez bántó az itteni lakosokra nézve, hiszen Salvador is ugyanazon földrészen található.

### Gasztronómia
A hagyományos népi ételek kukoricából készülnek. Helyi specialitás a pupusa (forró kukoricalepény különféle töltelékekkel mint pl. bab, sajt, húspép). Empanada (banán és krémtöltelék), Levantamuertos (erőleves egy iguánához hasonló hüllőből). Hagyományos ételük még a gallo en chicha (alkoholos kakasleves). Ez abból az időből származik, amikor gyakran rendeztek kakasviadalokat, és a vesztes kakas egy alkoholos lével töltött fazékban végezte földi életét.

## Turizmus

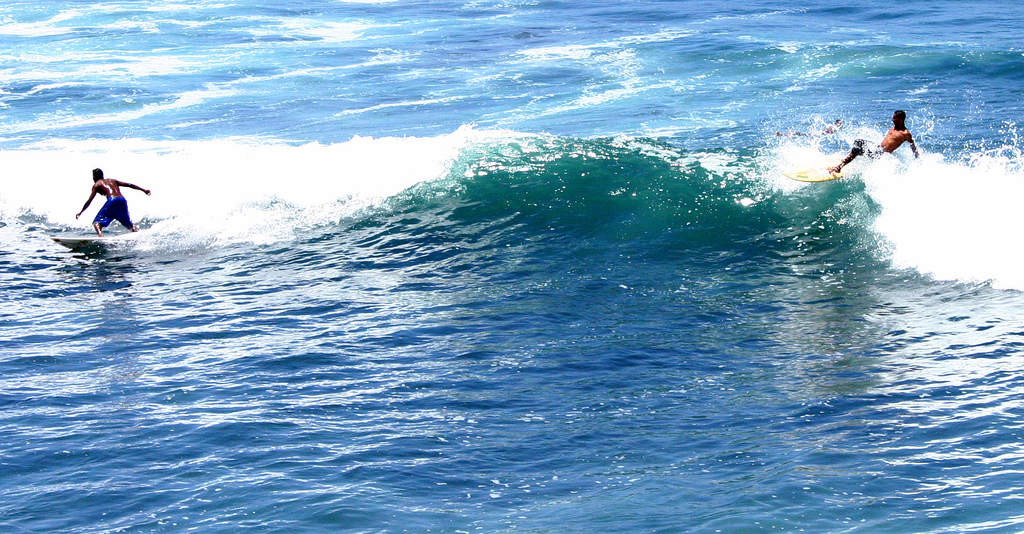
Szörfösök az óceán hullámain

### Bűnözés
A turizmus az országban igen korlátozott. Ennek okai között az bűncselekmények magas száma és a tömegközlekedés teljes hiánya játszanak főbb szerepet. A magyar Külgazdasági és Külügyminisztérium tájékoztatója szerint a látogatók különös körültekintéssel készüljenek fel utazásukra, tanúsítsanak fokozott elővigyázatosságot az utazás idején. Pénzfelvételt ATM automatákból, illetve pénzváltást kizárólag a szállodákban, vagy a bevásárlóközpontokon belül tanácsos végezni. Gyakoriak a Drive-in jellegű ATM automaták is, de ezeket is javasolt elkerülni.
2015-ben Salvador a világ legtöbb gyilkosságot számláló országainak listáján az első volt. A gyilkosságok nagyobb része bandaháborúkhoz és a szervezett bűnözéshez kötődik.
Bukele hivatalba lépése óta azonban a gyilkosságok száma 97,7%-kal csökkent. Emberi jogi szervezetek azzal vádolják a Bukele-kormányt, hogy széles körű visszaéléseket követett el a bandák elleni harcban.

## Sport

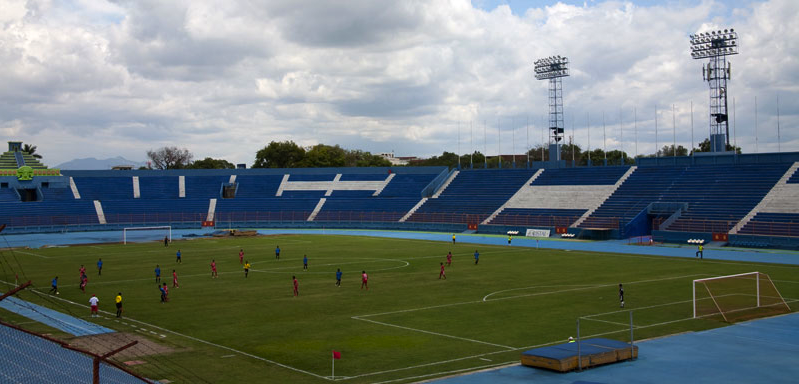
Jorge Mágico González stadion a fővárosban